# Ouglitch
Ouglitch (en russe : Углич, [ˈuɡlʲɪtɕ]) est une ville d'importance régionale de l'oblast de Iaroslav en Russie européenne et le centre administratif du raïon d'Ouglitch. Sa population s'élève à 31 758 habitants en 2020. Elle est située à un coude du fleuve, ce qui lui vaudrait son nom lié au mot russe ougol qui signifie « angle », « coude ». C'est une des plus anciennes colonies slaves de la région.

## Géographie

### Situation
Ouglitch est situé dans l'oblast de Iaroslavl, un oblast russe de la partie européenne du pays. La ville fait partie du district fédéral central, se situant à 93 km à l'ouest de Iarosavl, la capitale de l'oblast, ainsi qu'à 200 km au nord de Moscou. Au sein de l'oblast, elle fait partie du raïon d'Ouglitch, au sud-ouest de la région, dont elle est le centre administratif. Elle forme une municipalité du raïon, d'une superficie de 26,62 km2, soit 1 % de la superficie du raïon.
La ville, comme tout l'oblast, est située dans le fuseau horaire MSK (heure de Moscou, UTC+3:00).

#### Localités limitrophes
Les localités limitrophes d'Ouglitch sont les suivantes:
- au nord se situe Krasnaïa Gorka, Krasnoïe, Fomiskoïe, Zolotoroutchié, Zelenaïa Rochtcha et Chouriakovo ;
- à l'ouest se trouve Deriabino, Sloboda, Khoutory et Vysskovo ;
- au sud est situé Sosnovy, Kamychevo
- à l'est se trouve Porkovskié Gorki, Kharapouguino, Oulianovo et Iourtchakovo.

| Iourtchakovo, Krasnaïa Gorka, Krasnoïe | Fomiskoïe, Zolotoroutchié, Zelenaïa Rochtcha | Chouriakovo, Deriabino |
| Kharapouguino, Oulianovo, Iourtchakov  | Ouglitch                                     | Sloboda, Khoutory      |
| Porkovskié Gorki                       | Sosnovy, Kamychevo                           | Vysskovo               |

### Relief et géologie
Ouglich se situe dans la plaine de la Mologa-Cheksna, une partie de la plaine d'Europe orientale, avec des altitudes variant de 106 à 137 m d'altitude. La plaine se divise en une plaine inondable le long de la Volga, suivie par une première terrasse de 110 m d'altitude, et d'une deuxième terrasse de 130 m d'altitude. Ceci se reflète des deux côtés du fleuve, et la plaine inondable a été largement arrosée par le réservoir d'Ouglitch. Par ailleurs, alors que la rive gauche est relativement plate, la rive droite a une altitude plus prononcée. Le nord de la ville est plus élevée que le sud, située en aval.
La ville d'Ouglitch se situe sur des roches d'âges différents, du Permien jusqu'au Quaternaire. Les roches du Permien et du Trias, principalement des argiles et des marnes entrecoupées de couches de grès et de sable, se trouvent à 110 à 160 m sous le sol. Au-dessus d'eux, de 60 à 110 m s'étendent des roches du Trias supérieur, qui alternent entre des argles et des sables micacés avec de la pyrite. Les roches du Crétacé inférieur n'ont qu'une épaisseur d'environ 15 m et sont riches en sables, argiles et marnes.
Ce premier ensemble de couches se situe en dessous des couvertures du Quaternaire. En général, les plus bas gisements de sable ont une épaisseur de 30 à 35 m, au-dessus desquels se trouve la moraine du Dniepr (âge Wolstonien), avec des limons denses, des graviers et des loams, d'une épaisseur de 3,0 à 3,5 m. La moraine de Moscou (avant dernière période glaciaire) se trouve au-dessus, d'une composituon simlaire et d'une épaisseur de 15 à 20 m. La dernière période glaciaire a laissé la couche la plus haute, d'une profondeur de 12 m depuis le plancher des vaches, avec des sables et limons.

### Hydrographie

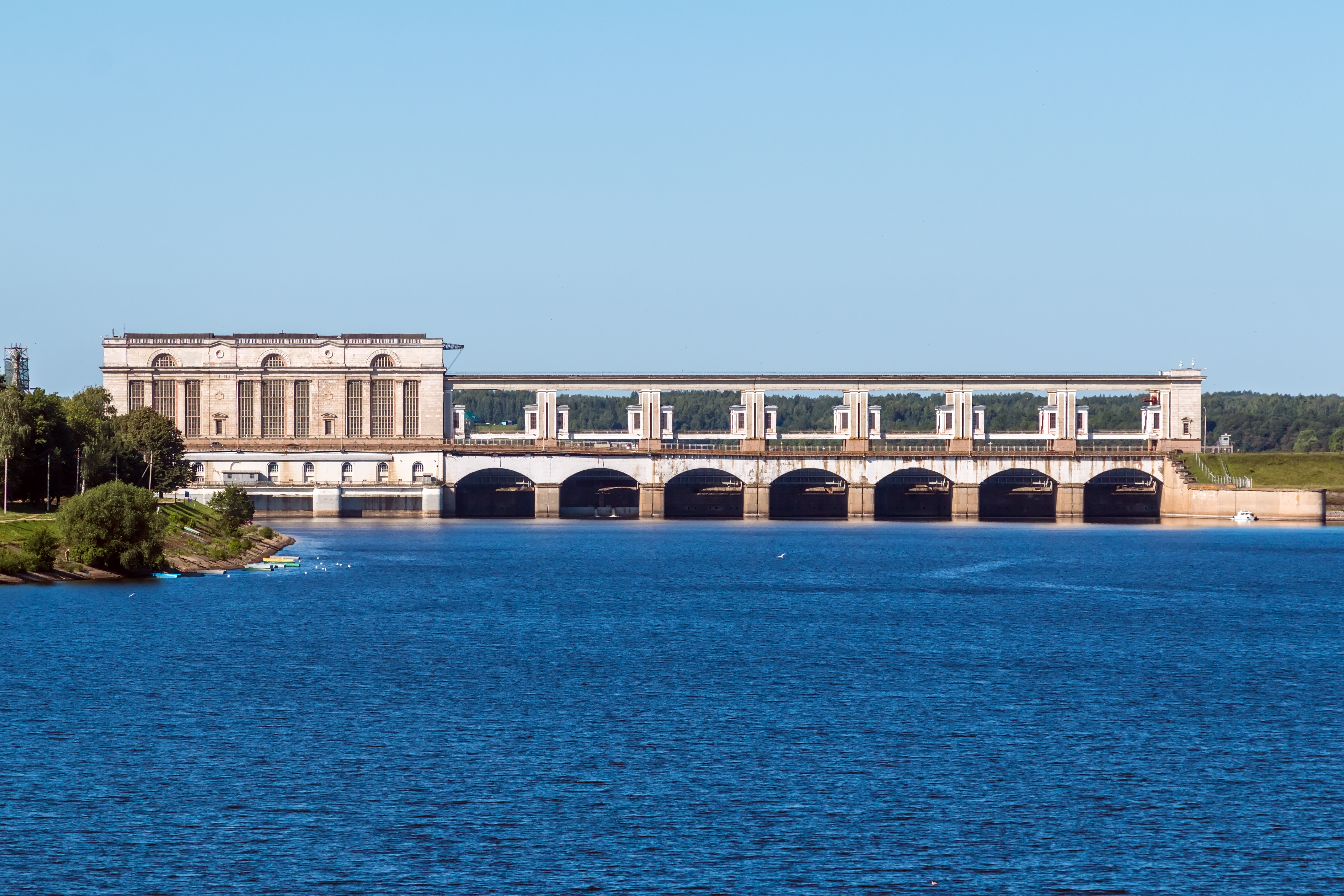
Barrage d'Ouglitch.

La ville d'Ouglitch est traversée par la Volga, grand fleuve russe. Elle sépare dans la ville la rive gauche d'environ 0,5 à 1,6 km selon les endroits de la rive droite, sa profondeur est de 10 à 15 m et sa vitesse d'écoulement de 0,2 à 0,3 m/s. Le débit annuel moyen au niveau de la ville est de 429 m3/s. Plusieurs autres cours d'eau irriguent la ville, en particulier la rivière Korojetchna, un affluent gauche de la Volga, ainsi que plusieurs ruisseaux. Les plus grands de ces ruisseaux sont le Troïtski, le Selivanovski et le Kamychevski. Des étangs se situent aussi sur le territoire urbain.
Dans les limites de la ville se trouve le barrage d'Ouglitch, qui a créé le réservoir d'Ouglitch. Ce barrage fait partie d'un ensemble de centrales hydroélectriques sur la Haute-Volga. Le niveau du fleuve en dessous du barrage, où se trouve la ville, est déterminé par le réservoir de Rybinsk, créé par le barrage de Rybinsk bien en amont. Les réservoirs permettent la navigation sur le fleuve et la régulation du niveau de l'eau.
Habituellement, la Volga gèle dans la seconde quizaine de novembre, et l'épaisseur de la glace atteint 30 à 60 cm à la fin février et au début de mars. Lors de la crue printanière qui suit le dégel, l'eau monte en moyenne de 9,0 m, est la crue dure environ un mois à un mois et demi. La crue printanière commence en moyenne le 20 avril, et atteint le niveau maximum 30 à 40 jours après le début de la crue. Les inondations n'affectent pas la grande partie du territore de la ville, mis à part les zones les plus basses de la rive gauche.

### Climat
Le climat d'Ouglitch, de type continental, codé « Dfb » selon la classification de Köppen, se caractérise par des hivers modérément doux, des étés frais. Les automnes sont longs et relativement chauds, les printemps frais et longs. Les précipitations sont importantes et réparties tout au long de l'année avec 727 mm d'eau et environ 106 jours pluvieux par an. En moyenne, la couverture neigeuse stable se forme le 24 décembre, et dure jusqu'au 13 avril, soit environ 150 jours de couverture neigeuse. Les températures négatives commencent dans la deuxième quizaine de novembre, et les températures positives à la mi-avril. Le vent à Ouglitch vient principalement du sud-ouest et de l'ouest.
Les températures moyennes sont de −8,3 °C en janvier et de 19,4 °C en juillet avec une moyenne annuelle de 6,5 °C. Novgorod bénéficie d'un ensoleillement élevé de 2 237,11 heures de soleil par an, avec en moyenne 186,43 heures de soleil par mois. Le minimum d'ensoleillement quotidien est en janvier, avec 27,04 heures sur le mois, soit 0,87 heures par jour, tandis que le maximum d'ensoleillement est en juin, avec 364,1 heures sur le mois, soit 12,14 heures par jour.
| Mois                                            | jan.  | fév.  | mars | avril | mai  | juin | jui. | août | sep. | oct. | nov. | déc. | année |
| ----------------------------------------------- | ----- | ----- | ---- | ----- | ---- | ---- | ---- | ---- | ---- | ---- | ---- | ---- | ----- |
| Température minimale moyenne (°C)               | −10,8 | −10,6 | −6,6 | 0     | 7,1  | 11,6 | 15,1 | 13,2 | 8,4  | 2,7  | −2,8 | −7,1 | 2,3   |
| Température moyenne (°C)                        | −8,3  | −7,7  | −3   | 4,8   | 12,3 | 16,3 | 19,4 | 17,2 | 11,7 | 5    | −1   | −5   | 6,5   |
| Température maximale moyenne (°C)               | −6,1  | −5,3  | 0,1  | 9,1   | 16,4 | 19,9 | 23   | 20,7 | 14,8 | 7,1  | 0,7  | −3,2 | 8,7   |
| Température maximale moyenne la plus haute (°C) | 4     | 5     | 13   | 23    | 31   | 32   | 35   | 34   | 29   | 22   | 11   | 7    | 35    |
| Température maximale la plus basse (°C)         | −46   | −39   | −35  | −22   | −9   | −2   | 0    | −1   | −5   | −24  | −25  | −40  | −46   |
| Précipitations (mm)                             | 50    | 42    | 40   | 40    | 60   | 81   | 90   | 81   | 68   | 68   | 56   | 51   | 60,5  |
| Humidité relative (%)                           | 84    | 83    | 79   | 70    | 65   | 67   | 71   | 73   | 77   | 81   | 84   | 85   | 77,8  |

| Diagramme climatique                                  |             |           |        |           |            |          |            |           |          |           |            |
| J                                                     | F           | M         | A      | M         | J          | J        | A          | S         | O        | N         | D          |
| −6,1−10,850                                           | −5,3−10,642 | 0,1−6,640 | 9,1040 | 16,47,160 | 19,911,681 | 2315,190 | 20,713,281 | 14,88,468 | 7,12,768 | 0,7−2,856 | −3,2−7,151 |
| Moyennes : • Temp. maxi et mini °C • Précipitation mm |             |           |        |           |            |          |            |           |          |           |            |

### Environnement

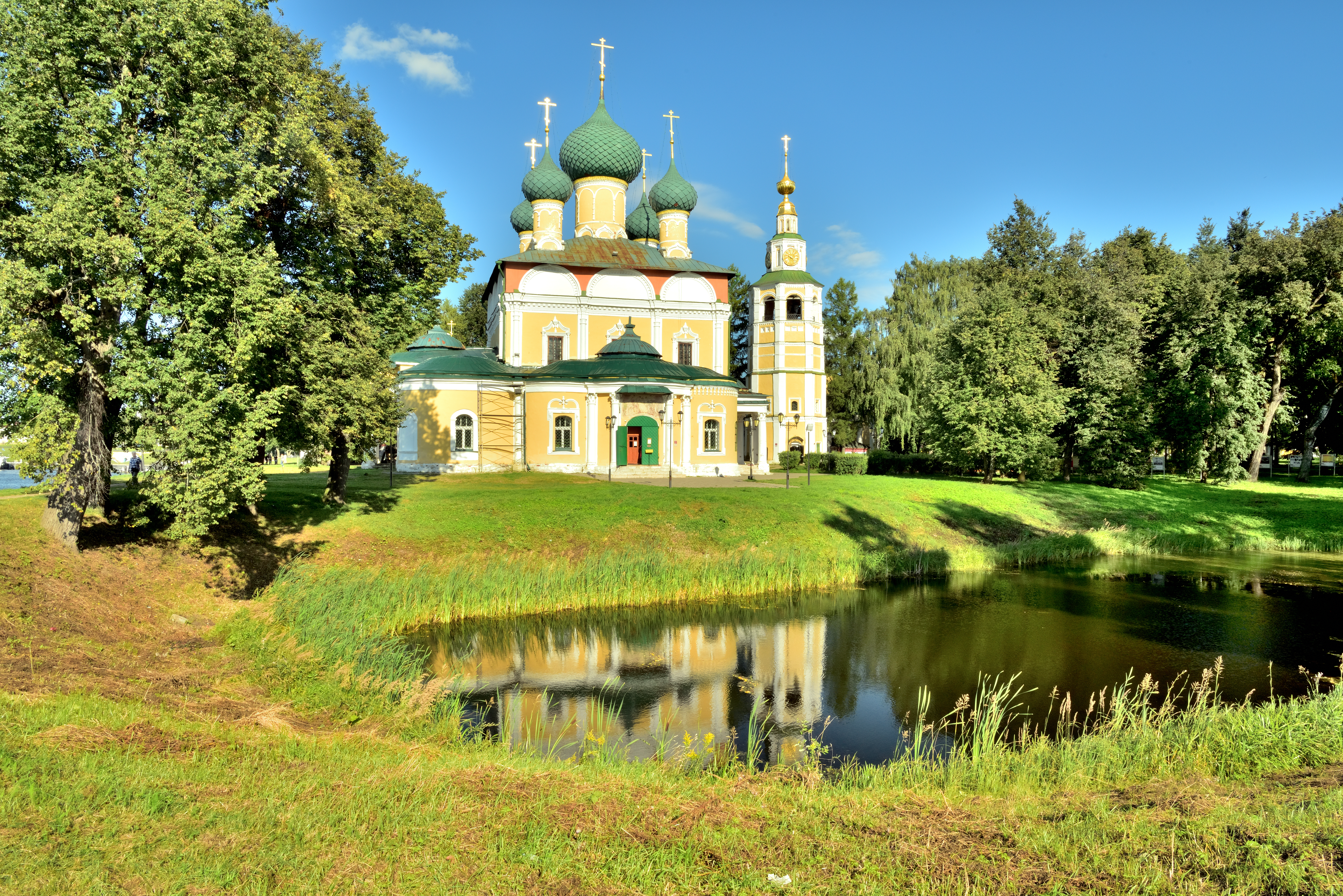
Parc du Kremlin d'Ouglitch.

La ville d'Ouglitch compte huit aires protégées sur son territoire, qui sont tous des monuments naturels d'importance régionale. Dans le sud de la ville se trouve la forêt de Vysskovo, d'une superficie de 36 ha, qui a été classée comme aire protégée en janvier 1981. La forêt de Ryjitchny, classée à la même date, fait 78 ha, aussi au sud de la ville. Au sud se trouve également la forêt de la gare, d'une superficie de 7 ha, classée aussi en janvier 1981. Enfin toujours à la même date a été créé la forêt de la rive gauche (Leboberejny en russe), d'une superficie de 13 ha.
En juillet 1996 a été établie l'aire protégée d'une source minérale côté rive gauche de la ville, au bord de la Korojetchna, ainsi que l'aire protégée du parc du kremlin d'Ouglitch, d'une superficie de 3,4 ha. Au nord de la ville se trouve le marais du village de Zolotoroutchié, créé en août 1998 et partagé avec ce village, d'une superficie de 2 ha. Enfin, le parc de la rive gauche de la Volga a été créé en juillet 1996, et sa superficie est de 8,5 ha.
L'eau de la Volga est classée comme modérément polluée, et cela a tendance à se détériorer depuis le début des mesures en 2004. L'eau dépasse les concentrations maximales de fer, de produits pétroliers et de manganèse. Les produits pétroliers observés dans l'eau sont d'origine humaine, en particulier à cause de l'oblast de Tver, en amont, qui pollue l'eau. Toutefois, les teneurs élevées en fer et en manganèse sont naturels à case de la géologie des sols.
En termes de pollution des sols, elle est moyenne dans la zone, créée par les activités humaines. Les concentrations maximales dépassées ont été enregistrées pour le plomb, le nickel, le chrome, le zinc et le cuivre. Les autres polluants ne dépassent pas les limites maximales. La pollution atmosphérique dans la ville est faible, grâce aux vents continus qui aèrent la zone. En général, le niveau de pollution est inférieur à la moyenne de l'oblast. Une vingtaine d'entreprises sont classées comme polluantes, notamment les 18 chaufferies de la ville.

## Urbanisme

### Logements
Le parc de logements de la ville d'Ouglitch s'élève à 824 500 m2 en 2020, soit 24,1 m2 par habitant. Le parc de logements est assez récent, la grande partie ayant été construite au début du XXe siècle. Alors que la rive droite compte à la fois des maisons et des immeubles, la rive gauche est dominée par des maisons individuelles. Les immeubles d'habitation de 4 à 5 étages représentent 50 % de la surface de logements, les immeubles résidentiels de 2 à 3 étages représentent 15 % du total tandis que les immeubles et maisons individuelles représentent le 35 % restant.

### Occupation des sols
La répartition détaillée en 2020 est la suivante d'après la mairie:
| Année                                               | 2020 (ha) | %     |
| --------------------------------------------------- | --------- | ----- |
| Zones résidentielles                                | 686,9     | 17,44 |
| Zones publiques et professionnelles                 | 60,0      | 1,52  |
| Zones de loisirs                                    | 566,0     | 14,37 |
| Zones d'activités et industrielles                  | 241,6     | 6,13  |
| Zone d'infrastructures d'ingénierie et de transport | 135,0     | 3,43  |
| Zones à usage spécial (cimetières, décharges, etc.) | 32,1      | 0,82  |
| Autres (dont plans d'eau)                           | 2216.7    | 56,29 |
| Total                                               | 3938.3    | 100 % |

### Voies de communication et transports

#### Transport ferroviaire

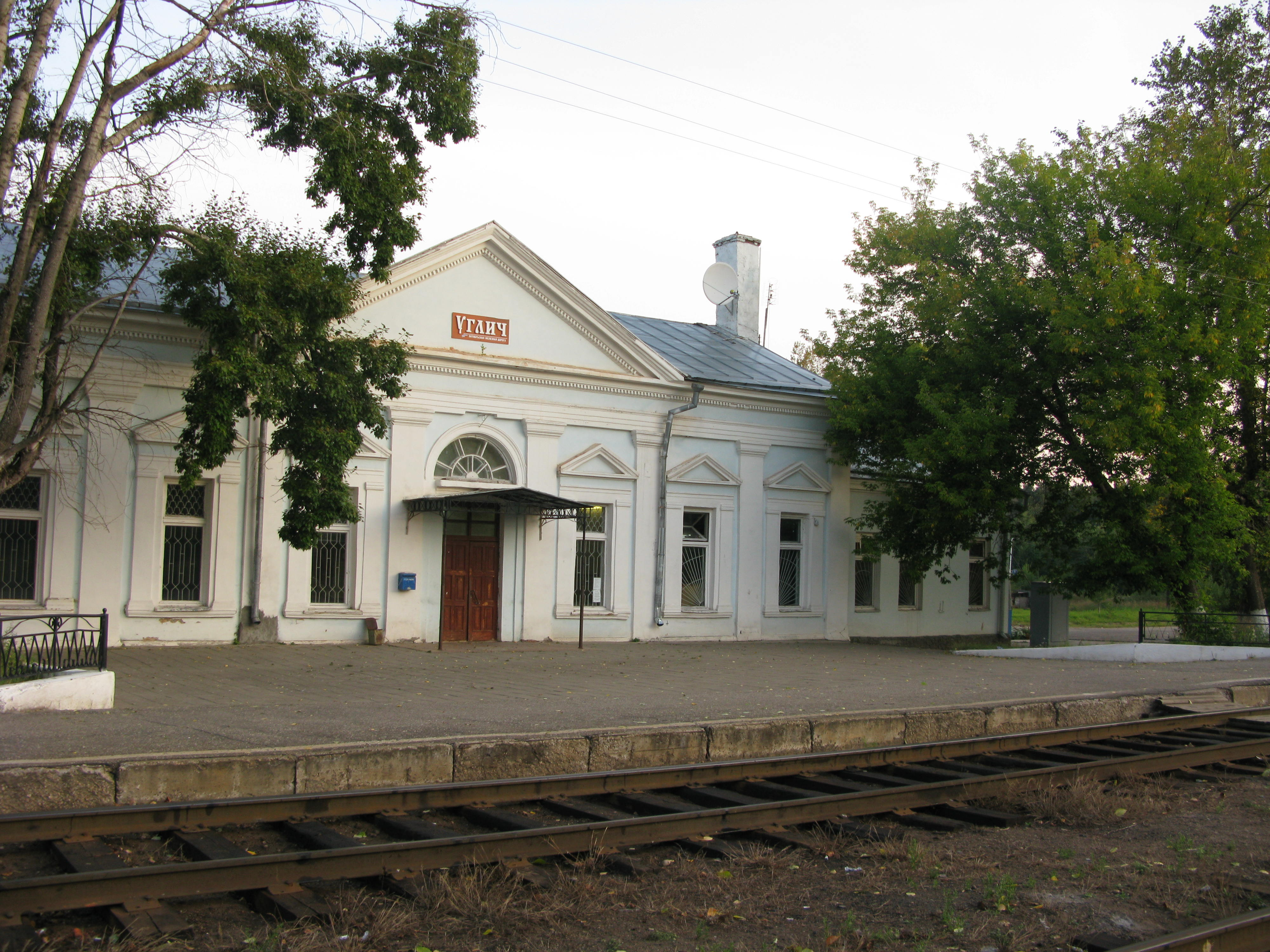
Gare d'Ouglitch.

La ville est desservie par la gare d'Ouglitch, qui est une gare en cul-de-sac du chemin de fer à voie unique non électrifiée de Kaliazine (oblast de Tver) à Ouglitch. La gare est divisée entre une de marchandise et une de passagers, celle-ci d'une capacité de 50 personnes. L'état de la gare nécessite des réparations majeures et un agrandissement.
La gare est desservie par des trains des Chemins de fer d'Octobre, une branche des Chemins de fer russes, notamment des trains longue distance directs vers les villes de Moscou et de Saint-Pétersbourg.

#### Transport fluvial

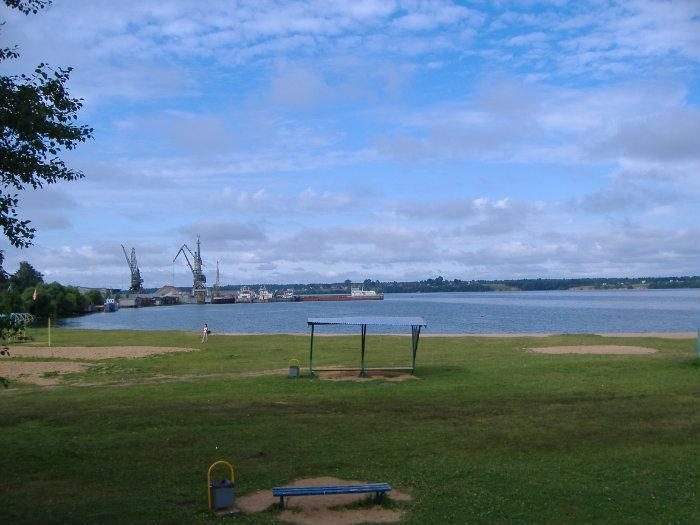
Port fluvial d'Ouglitch.

Le transport fluvial est le mode de transport le plus important de la ville. Il est permis par le fleuve Volga et le réservoir d'Ouglitch, et la période de navigation est d'environ 200 jours par an. Le tirant d'eau accepté dans la région est au maximum de 4 m. Le barrage d'Ouglitch dispose d'écluses pour les bateaux.
Le port fluvial d'Ouglitch est le grand port fluvial le plus proche de Moscou, et est connecté au réseau ferroviaire. Il permet de desservir l'oblast de Moscou, l'oblast de Tver, de Iaroslavl et de Vologda. Il se situe dans la zone industrielle de la ville, sur la rive droite du réservoir d'Ouglitch au sud de la ville. Le volume qui transite par le port est d'environ 2 millions de tonnes/an, et il possède un quai d'amarrage de 210 m de long ainsi que des grues. Il dispose d'entrepôts, y compris pétroliers. Le transport de passagers est permis par des quais en aval du barrage, dans la partie centrale de la ville. Il n'y a pas de gare fluviale, et la ville est desservie par des bateaux de croisières et des bateaux de passagers. Un ferry fait la liaison entre la ville et celle de Mychkine.

## Histoire

### Fondation
La fondation de la ville d'Ouglitch ne fait à l'heure actuelle pas consensus. La plus ancienne chronique qui nous est parvenue, la chronique d'Ipatiev, fait état d'une guerre entre les Novgorodiens et leurs alliés de Kiev et Smolensk contre les Souzdaliens de Iouri Dolgorouki en 1148-1149, où elle fait mention à ce moment-là d'Ouglitch. La chronique raconte que les forces de Iouri Dolgorouki se sont approchées de la ville de Skniatine « et ont commencé à brûler ses villes, ses villages [...] et de là, Ougletchié-Pole ». Nikolaï Voronine estime que la fondation d'Ouglitch aurait eu lieu vers les XIe et XIIe siècles.
Toutefois, des sources écrites moins fiables, nommées les chroniques d'Ouglitch des XVIIIe au XXe siècles, situent la date de fondation au plus tard au milieu du Xe siècle. Dans une chronique conservée à Rostov, il est dit que Ian Pleskovitch, un collectionneur de tribut de la princesse Olga, fonda la ville à l'été 937. Dans la chronique Serebrennikov (compliée en 1792 mais basée sur des écrits plus anciens perdus), il est dit que la ville a été fondée sur la rive droite de la Volga, par le prince Igor en 945. Selon l'historien soviétique Nikolaï Roussinov, le plus probable serait que 937 est l'année approximative de sa fondation, et 945 le moment de l'achèvement de sa construction. Concernant le nom de la ville à ce moment-là, c'était probablement Volga d'après le fleuve, avant d'être renommé Ougletchié-Pole.
D'après Maria Fekhner, historienne soviétique, la ville existait déjà aux XIe et XIIe siècles, avec déjà une population assez importante. Cela est soutenu par les nombreux vestiges d'anciens villages trouvés le long de la Volga, et des anciennes voies de communication qui longeaient les rivières. Ouglitch était ue ville sous la domination de la principauté de Rostov-Souzdal, et fut détruite entièrement par un incendie lors de la guerre entre Novgorod et Souzdal.

### Rus' médiévale

#### XIIIesiècle

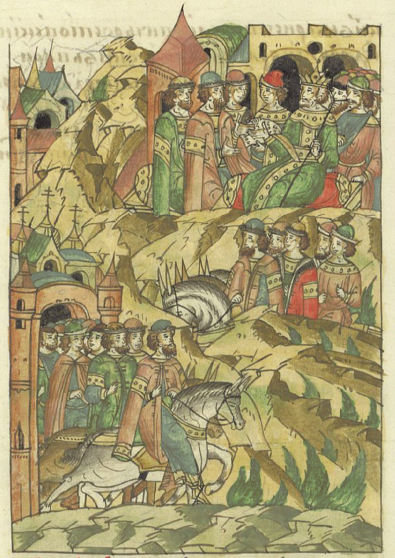
Les princes Vladimir Constantinovitch d'Ouglitch, Boris Vailkovitch de Rostovo et Vassily Vsevolodovitch partant vers Batu pour se battre.

Constantin Vladimirski, prince Vladimir-Souzdal, décide peu avant sa mort de partager son royaume entre ses fils. Vassilko Constantinovitch reçut Rostov, et Vsevolod Constantinovitch reçut Iaroslavl. Enfin, Vladimir Constantinovitch reçut Ouglitch et ses alentours. Son règne commença en 1218, marquant la création de la principauté apanage d'Ouglitch au sein de celle de Vladimir-Souzdal. Le prince Vladimir reprit la construction du kremlin d'Ouglitch, et érigea des douves en utilisant le ruisseau Kammeny et la Volga, rendant la forteresse presque invulnérable.
Au début du XIIIe siècle, une menace commence à s'approcher de la Rus' de Kiev, l'Empire mongol. Après l'invasion des Bulgares de la Volga en 1236, les Mongols entreprirent leur invasion de la Rus'. Vladimir fut prise en 1238, et l'armée de Batu Khan se divisa en deux, une marchant le long de la Volga et une autre vers Iouriev et Tver. La ville de Rostov Veliki est abandonnée par les Rus, et depuis cette ville, Batu s'est dirigé vers Iaroslavl et Ouglitch, et la ville se rendit sans combat. En 1244 le prince Vladimir d'Ouglitch se rendit dans la Horde d'Or au même titre que d'autres princes apanages pour montrer leur vassalité envers les khans.
En 1249 commença la construction de la cathédrale de la Transfiguration-du-Seigneur. Les travaux du kremlin, au même moment, firent de la ville la résidence des princes apanages, et ainsi manoirs et églises commencèrent aussi à être érigés dans le kremlin. Rien n'a survécu des bâtiments de cette époque.
En 1257-1258, un recensement fut effectué par la Horde d'Or dans la région, malgré les oppositions de la population. La population se souleva en 1262 face aux collecteurs d'hommages tatars dans plusieurs grandes villes, comme Iaroslavl, Souzdal et Ouglitch.

#### XIVeetXVesiècles
Aux XIVe et XVe siècles, Ouglitch n'était plus une petite ville comme lors de l'invasion mongole. Sa position avantageuse, à la croisée des routes vers Iaroslavl, Nijni Novgorod, Iaroslavl, Moscou, Vladimir-Souzdal, Pereslav et Beloozero, ne fut qu'accru par la revitalisation de la route commerciale de la Volga, où passait le pain, le poisson et le sel. Le kremlin s'est doté d'une possad environnante, avec un artisanat et un commerce développés. D'autres villages sont apparus autour d'Ouglitch, et la ville devint l'une des plus grandes de la région.
Au début du XIVe siècle, la principauté de Moscou connut une expansion importante vers le nord et le nord-est. Dès 1304, elle annexe la principauté de Pereslavl, et dans la première moitié du siècle elle annexe une partie de la principauté de Rostov. Cependant, ce n'est que sous le règne de Dimitri Ier Donskoï que la principauté d'Ouglitch est annexée à la Moscovie.
Au XIVe siècle commence une construction active de monastères à Ouglitch, tendance qui est commune aux autres villes de la région. En 1371 fut fondé le monastère Alekseievski sur une colline, à l'initiative du métropolite Alexis de Moscou avec l'accord du prince Dimitri IV de Russie. Dès la fin du siècle commença à fonctionner le monastère de la Résurrection à l'embouchure du Troitski dans la Volga. Au XVe siècle, ces monastères furent complétés par d'autres dans la campagne environnante, afin de créer une ceinture extérieure de défense. Notamment, le monastère Saint-Nicolas d'Ouleïma fut construit en 1460 aus sud-est de la ville.
Pendant la guerre de Succession moscovite, Dmitri Chémiaka arrête en 1446 Vassili II, en pèlerinage au monastère de la Trinité-Saint-Serge à Serguiev Possad. Il lui crève les yeux, et l'exile à Ouglitch.
Sous le règne du prince apanage d'Ouglitch Andreï Bolchoï, possiblement entre 1481 et 1492, le kremlin connue une restructuration majeure, avec des tours et trois portes. Un palais princier fut construit le long de la Volga, une salle de réception et d'autres bâtiments reliés par des galeries. La construction la plus notable reste la cathédrale du monastère de la Résurrection d'Ouglitch. Alors que jusqu'au milieu du XVe siècle, les artistes de Rostov étaient les plus influents, ils furent progressivement remplacés dans la seconde moitié du siècle par des articles moscovites, peignant les icônes des églises entre autres.

### Tsarat de Russie
Le 25 mai 1591, le tsarévitch Dimitri Ivanovitch, fils d'Ivan le Terrible y fut assassiné encore enfant à l'instigation de Boris Godounov selon la légende. D'autres sources attribuent sa mort à une crise d'épilepsie et dans des circonstances troubles. Cet évènement fut pour la Russie le début de la période dite du « temps des troubles » au cours de laquelle le pouvoir fut âprement disputé avant l'accession au trône de la famille Romanov.
L'église Prince-Dimitri-sur-le-Sang-Versé lui est dédiée après sa canonisation
La ville était populeuse et elle comptait 150 églises, 3 cathédrales consacrées à l'Annonciation, à la Transfiguration et à la Dormition ainsi que douze monastères. La ville fut saccagée par Boris Godounov puis dévastée par les Polonais en 1609. Les annalistes citent le chiffre de 40 000 victimes des Polonais.

### Période soviétique
Durant la période stalinienne, en 1935, les travailleurs du camp de travail Volzhsky du village de Perebory ont été affectés à la construction d'infrastructures d'Ouglitch, comme la centrale électrique ou la ligne ferroviaire.

### Depuis 1991
De toute la splendeur passée, il ne reste que quelques exemples d'architecture russe traditionnelle et plusieurs églises, certaines en cours de restauration.
La ville possède une usine d'horlogerie, une centrale hydroélectrique et une gare ferroviaire.

## Population et société

### Démographie
La situation démographique d'Ouglitch s'est fortement détériorée au cours des années 1990. En 2001, le taux de natalité était seulement de 8,3 pour mille et le taux de mortalité particulièrement élevé (22 pour mille). Le solde naturel accusait un inquiétant déficit de 13,7 pour mille. La ville a perdu le quart de sa population depuis la dislocation de l'Union soviétique.
Recensements (*) ou estimations de la population,:
| 1856   | 1897* | 1913   | 1926* | 1931  | 1939*  | 1959*  |
| ------ | ----- | ------ | ----- | ----- | ------ | ------ |
| 10 000 | 9 698 | 10 800 | 8 005 | 7 100 | 12 282 | 28 890 |

| 1970*  | 1979*  | 1989*  | 2002*  | 2010*  | 2012   | 2013   |
| ------ | ------ | ------ | ------ | ------ | ------ | ------ |
| 35 463 | 39 069 | 39 975 | 38 260 | 34 507 | 33 900 | 33 273 |

| 2014   | 2015   | 2016   | 2017   | 2018   | 2019   | 2020   |
| ------ | ------ | ------ | ------ | ------ | ------ | ------ |
| 32 766 | 32 496 | 32 321 | 32 146 | 32 057 | 31 861 | 31 758 |

## Voies de communication et transports
Elle est reliée à Tver et à Iaroslavl par la route fédérale R132.

## Culture locale et patrimoine

### Lieux et monuments

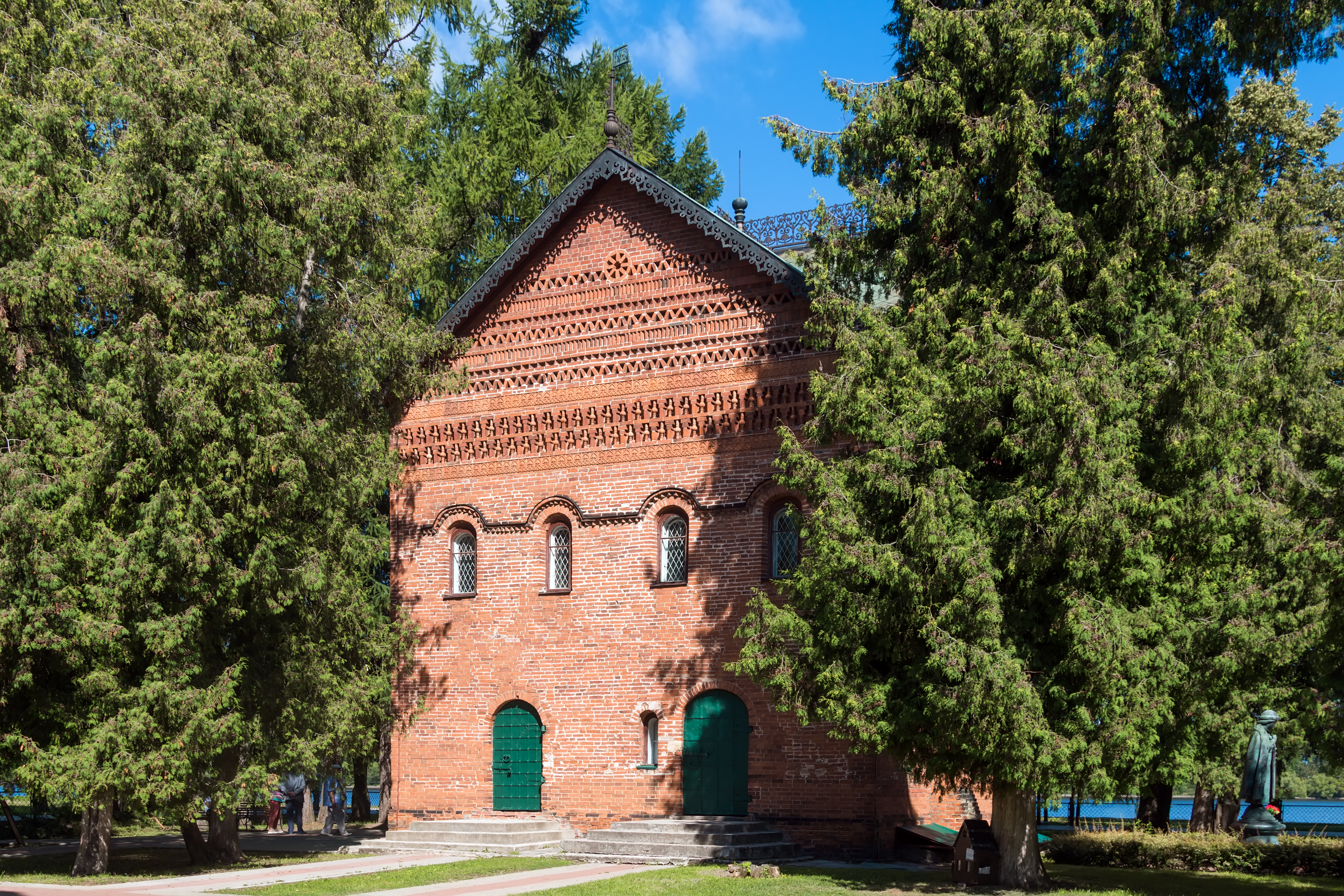
Palais des princes d'Ouglitch.

Le kremlin d'Ouglitch était entouré de douves alimentées par la Volga. La ville était rattachée à Rostov Veliki jusqu'au XIIIe siècle. Elle servit plus tard de prison aux princes moscovites déchus.
Ouglitch fait partie de l'Anneau d'or de Russie, constitué par plusieurs villes princières, situées autour de la capitale russe et qui possèdent de superbes ensembles architecturaux.
- le kremlin d'Ouglitch
- la cathédrale de la Transfiguration-du-Sauveur
- l'église Prince-Dimitri-sur-le-Sang-Versé.
- le couvent de l'Épiphanie
- le monastère Alekseievski
- l'église de la Naissance-de-Saint-Jean-Baptiste
- Monastère Pokrovsky Paisiev Ouglitch (inondé par un réservoir en 1939)
- le monastère de la Résurrection
- les édifices de l'Anneau d'or sur la Haute-Volga

### Personnalités liées à la ville
- Alexandre Oparine (1894-1980), biologiste.